# Tetrabromhydrochinon
Tetrabromhydrochinon ist ein farbloser Feststoff, der sowohl zur Gruppe der Polyphenole, als auch zur Gruppe der Halogenaromaten gehört.

## Vorkommen
Tetrabromhydrochinon kommt in dem Kiemenlochtiere Ptychodera flava vor und wird neben Riboflavin für dessen Biolumineszenz verantwortlich gemacht.

## Darstellung
Tetrabromhydrochinon kann durch Bromierung von 1,4-Benzochinon mit elementarem Brom in Eisessig gewonnen werden.
Ebenso ist die Synthese durch Einleiten von Schwefeldioxid in eine ethanolische Lösung von Bromanil möglich:

## Eigenschaften
Tetrabromhydrochinon kristallisiert im monoklinen Kristallsystem in der Raumgruppe P21/n (Raumgruppen-Nr. 14, Stellung 2) mit den Gitterparametern a = 8,8907 Å, b = 4,7316 Å, c = 11,0612 Å und β = 92,167°. In der Elementarzelle befinden sich 2 Formeleinheiten.
Der Flammpunkt von Tetrabromhydrochinon liegt über 110 °C.